# Luis Seijas
Luis Manuel Seijas Gunther (Valencia, 23 giugno 1986) è un ex calciatore venezuelano, di ruolo centrocampista.

## Carriera

### Club
Di padre peruviano e madre tedesca, ha cominciato la sua carriera calcistica con il Caracas.
Nel 2006 passa alla squadra argentina del Banfield. Dopo aver trascorso una stagione in Argentina, tornò in patria con il Deportivo Táchira totalizzando 16 presenze e 4 gol. La stagione successiva si trasferisce all'Independiente Santa Fe, in cui ebbe un posto da titolare inamovibile.
Nel 2011 passa allo Standard Liegi, con cui rescinde il contratto il 2 maggio 2013, passando al Deportivo Quito in Ecuador.

### Nazionale
Convocato per la Copa América Centenario negli Stati Uniti, durante i quarti di finale della manifestazione sbaglia un rigore contro l'Argentina, calciando un cucchiaio parato dal portiere Romero.

## Palmarès

### Competizioni nazionali
- Copa Colombia: 1

Ind. Santa Fe: 2009
- Campionato colombiano: 1

Ind. Santa Fe: 2014-II
- Súper Liga: 1

Ind. Santa Fe: 2015

### Competizioni internazionali
- Coppa Sudamericana: 1

Ind. Santa Fe: 2015